# Marshall Eriksen
Marshall Eriksen là nhân vật hư cấu từ bộ phim hài kịch tình huống Mỹ How I Met Your Mother được sáng lập bởi Carter Bays và Craig Thomas và được Jason Segel thủ vai. Anh là bạn  lớn lên từ cộng thân của Ted Mosby từ năm 1996, khi hai người gặp nhau ở trường Đại học Wesleyan khi còn là những sinh viên chưa tốt nghiệp. Anh đã cưới người yêu của mình, Lily Aldrin. Được đồng khắng khít tại St. Cloud, Minnesota, anh bỏ việc tại GNB trong tập "The Exploding Meatball Sub" để theo đuổi ước mơ gìn giữ thế giới thông qua luật bảo vệ môi trường. Trong tập "Challenge Accepted", Lily thông báo mình có thai và hạ sinh đứa bé tên là Marvin W. Eriksen trong tập "The Magician's Code".

## Khái quát
Marshall là một người lạc quan, cao ráo, thoải mái và chất phác đến từ St. Cloud, Minnesota. Ở đầu bộ phim, Marshall sống cùng anh bạn thân của mình, Ted Mosby và cô bạn gái, Lily Aldrin. Anh cũng cầu hôn cô ấy ngay từ tập đầu.
Sinh năm 1978 và mang trong mình dòng máu Scandinavian, Marshall gặp Ted và Lily trong năm đầu học tại trường Wesleyan; anh và Lily yêu nhau ngay từ lần đầu gặp mặt và cùng Ted trở thành bạn thân từ thuở đó. Anh tham gia học và sau đó tốt nghiệp tại trường Luật Columbia. Marshall trở thành luật sư vì anh ấy có niềm quan tâm với luật bảo vệ môi trường. Anh tham gia thực tập tại AltruCell (hãng công ty mà Barney làm việc) và có cả một công việc từ Hội đồng Công Chứng Bảo vệ Môi trường - công việc mà anh hằng mơ ước. Rốt cuộc, anh lại nhận việc tại một đoàn thể luật (Nicholson, Hewitt & West). Sau đó, anh tham gia một nhóm pháp luật tại Goliath National Bank, lại là nơi mà Barney làm việc. Tiếp sau đó, ở phần 6, anh lại nghỉ việc tại GNB và làm việc cho một hãng luật khác. Trong phần 8, sau khi anh thắng một vụ lớn, nhưng chỉ nhận lại số tiền nhỏ hơn thiệt hại mà họ gây ra, anh được Brad - bạn học cũ, bạn thân lúc trước và cũng là đối thủ của anh trong vụ đó thuyết phục để trở thành một thẩm phán. Marshall được nhìn thấy khi đứng trước toà án trong tập "Twelve Horny Women".
Anh và Lily có một mối quan hệ vững bền, nhưng trải qua không ít thử thách trong xuyên suốt bộ phim. Ở tập "Come On", Lily lo lắng vì đám cưới của mình đang đến gần nên thông báo với mọi người rằng mình đồng ý tham gia một hội nghệ thuật tại San Francisco và quyết định bỏ đi. Marshall bị suy sụp và phiền muộn suốt vài tháng sau đó. Khi Lily quay trở về New York và cầu xin anh ấy quay lại, anh từ chối. Mà sau đó trong tập "Swarley" họ làm lành, tiếp tục lễ đính hôn và dù có gặp một số rắc rối nhưng sau đó họ lấy nhau ở tập "Something Borrowed".
Là một trong 4 anh em trai trong nhà, Marshall rất thân thiết với gia đình mình, đặc biệt là cha Marvin. Marshall hoàn toàn suy sụp khi cha anh mất vì đau tim, nhưng anh an ủi phần nào khi nghe được tin nhắn thoại mà cha anh để lại, nói rằng ông ấy rất yêu anh. Anh cũng rất thân thiết với mẹ của mình, Judy, người mà hoàn toàn không thích Lily chút nào.
Marshall bị cuốn hút với những thứ siêu nhiên, đặc biệt là về Sasquatch và quái vật hồ Loch Ness, hai sinh vật mà anh tin rằng nó có thật. Anh cũng bị hấp dẫn về sự tồn tại của người ngoài hành tinh. Anh có thể tự chơi đàn dương cầm khá tốt, trong tập "Slapsgiving". Trong tập "Last Cigarette Ever" cũng có hé lộ rằng Marshall và Lily trong tương lai sẽ có một đứa con trai. Trong đầu năm 2011, sau khi Marshall và Lily có thể có em bé, Lily cũng nói với Marshall là bố của anh mất vì truỵ tim; cha anh mất khiến anh thay đổi viễn cảnh về cuộc sống của mình, khiến anh bỏ việc làm tại GNB và theo đuổi sự nghiệp về luật môi trường, cũng như cố gắng tiến đến cuộc sống gia đình cùng Lily.
Trong tập cuối phần 6, Marshall có tham gia một buổi phỏng vấn xin việc tại hãng luật địa phương, nhưng cuối cùng rời khỏi buổi phỏng vấn ấy vì anh nghe tin hình như Lily bị ngộ độc thức ăn. Sáng hôm sau, Lily nói với anh rằng cô ấy có thai. Trong tập "The Naked Truth", Marshall nhận được một công việc do Garrison Cootes, người đứng đầu NRDC, giới thiệu. Anh chấp nhận và như thế, anh được thực hiện ước mơ trở thành luật sư môi trường trong một thời gian ngắn.
Với đứa con sắp chào đời, Marshall ép mình phải thực hiện nhiều tình huống với tư cách làm cha mẹ bằng cách dùng trái dưa hấu làm đứa bé giả. Lily nhờ Barney để lừa Marshall tham gia một kì nghỉ tại Thành phố Atlantic để anh có thể thư giãn hơn. Tại sòng bài, Barney đề nghị nếu anh tắt điện thoại trong vòng một tiếng và uống 100 ly rượu tequila thì hắn sẽ đeo Cà Vạt Vịt lần nữa. 1 tiếng sau, khi Barney mở nguồn điện thoại lại thì phát hiện Lily gửi cho mình rất nhiều tin nhắn thoại rằng cô ấy đang chuẩn bị chuyển dạ. Khi Marshall đến bệnh viện thì đúng lúc con trai anh vừa ra đời và quyết định đặt tên nó là Marvin Wait-for-it Eriksen, cái tên đặt theo tên cha anh và tên lót theo lời hứa với Barney.
Sau khi con trai anh ra đời, Marshall trở nên hỗn loạn trong cuộc sống mới khi làm cha, anh và Lily đặt ra điều luật "ở cấp độ 8 hay cao hơn". Sau đó họ bãi bỏ điều luật đó trong tập "Who Wants to Be a Godparent?" khi nhận ra điều đó tạo khoảng cách giữa họ và nhóm bạn thân. Marshall vẫn rất khắng khít với Marvin, khi anh và Lily cùng trải qua một đêm cùng con trai mình thay vì phải thực hiện chuyến đi trong tập "The Final Page". Khi Lily được mời công việc của một cố vấn nghệ thuật ở Rome, Marshall nghỉ việc và dự tính sẽ là một ông bố chỉ-ở-nhà tại Italy. Trong tập "Something New", anh nhận một cuộc gọi mời anh làm tại chức vị quan toà và anh đã nhận lời. Tuy vậy, anh vẫn chưa nói với Lily vì anh tin chuyện này phải là chuyện phải nói trực tiếp với cô. Anh đến nơi Barney và Robin làm đám cưới tại Farhamton Inn và tiện thể nói với Lily về chuyện này và cả hai đã có một trận cãi nhau lớn, khi mà Lily giận dữ bỏ đi. Khi Marshall tìm Lily trong tập "The Daisy", anh vô tình khám phá được là Lily đang mang bầu đứa con thứ hai của anh. Quá vui mừng, Marshall đồng ý việc sang Italy cùng Lily và bỏ công việc tại toà án. Một cảnh tại tương lai cho thấy rằng, Lily đã hạ sinh cho anh một bé gái, tên là Daisy.
Trong tập cuối, "Last Forever", tiết lộ sau vài năm sau đám cưới, Marshall cuối cùng trở thành một thẩm phán, đầu tiên là ở toà án địa phương, sau đó là ở Toà Án Pháp Viện Hoa Kỳ. Anh và Lily có 3 đứa con và vẫn còn là bạn bè với Ted, Robin và Barney.

## Những điều khác
- Cách phát âm họ của Marshall không nhất quán. Trên trang Facebook của anh, nó có tên là Erickson, nhưng khi anh đến thăm lại nhà của mình thì lại tên là Eriksen.
- Loài hoa yêu thích của anh là hoa loa kèn.